# Ваховська Неля Леонідівна

Неля Леонідівна Ваховська (нар. 12 серпня 1980, Малин) — українська перекладачка з німецької мови, колишня редакторка журналу «Простори». Перекладає сучасну німецькомовну літературу. Організаторка семінарів для перекладачів та одна з ініціаторів створення Творчої спілки перекладачів та письменників.

## Біографія
Народилася в містечку Малин на Житомирщині. З 1997 року живе і працює в Києві. Вивчала германістику та літературознавство на факультеті німецької мови Київського лінгвістичного університету. Протягом семи років викладала на кафедрі теорії та історії світової літератури цього університету, досліджувала європейську літературу Нового часу та літературу німецькомовних країн.
Написала дисертацію про ідеологічний дискурс Об'єднання у німецькому романі 90-х років ХХ сторіччя.
З 2008 року — співредакторка онлайн-часопису про літературу та мистецтво www.prostory.net.ua.

## Переклади
Перекладає драматургічні твори, художню та документальну прозу таких авторів, як Катя Ланґе-Мюллер, Бірґіт Вандербеке, Йозеф Вінклер, Крістоф Зімон чи Лукас Берфусс. Ваховську цікавить інтелектуальна, експериментальна література.

### Вибрані переклади
- Вертиголов та інші політичні тварини: антологія німецької літератури 90-х років ХХ сторіччя / упорядники: Неля Ваховська та Денні Клаппер ; пер. з нім.: Бєлозьорова Олена [та ін.]. — К. : Грані-Т, 2011. — 311 с. : іл. — 2000 екз
- Йозеф Вінклер[en]. Вивезена. Нєточка Ілляшенко розповідає про своє українське дитинство; пер. з нім. Неля Ваховська. — К. : Критика, 2012. — 189 с. — Пер. вид. : Die Verschleppung. Njetotscha Iljaschenko erzählt ihre ukrainische Kindheit / Josef Winkler. — Frankfurt am Main, 1983. — 1000 екз.
- Борис Буден. Зона переходу. Про кінець посткомунізму; з нім. пер. Неля Ваховська. — К. : Медуза, 2013. — 222 с. — Дод. тит. арк. нім. — 600 екз.
- Крістоф Зімон[en]. Багато гарного за малу ціну: калейдоскоп житейських мудрощів від А до Я і казок із літературного процесу з коміксами, купою запитань і дитячих листів до Диявола; з нім. пер. Неля Ваховська. — К. : ВТС ПРИНТ, 2013. — 234, [2] с. : рис. — (Видавничий проект «Медуза»). — Дод. тит. арк. нім. — 1000 екз.
- Мартін Поллак. Мрець у бункері. Історія мого батька; з нім. пер. Неля Ваховська ; передм. Тімоті Снайдера = Der Tote im Bunker. Bericht über meinen Vater / Martin Pollack: [роман-дослідження]. — Чернівці: Книги-ХХІ, 2014. — 247 с.
- Отфрід Пройслер, Крабат - Україна - Час майстрів, 2024 -ISBN 9786178253868, книга в твердій обкладинці, 366 стор., з нім. пер. Неля Ваховська.

## Власна оцінка
Неля Ваховська в одному з інтерв'ю зазначає, що перекладачкою стала раптово.
Після одного літературознавчого семінару з сучасної німецької літератури вона за два тижні, переклала Бірґіт Вандербеке «Альберта приймає коханця». Потім через місяць перечитала, зрозуміла, що все читомо, і понесла у «Всесвіт».
|  | «Колись мені, шалено невпевненому в собі початківцю, Марк Бєлорусець сказав, що перекладачеві потрібне нахабство – раз наважитися і зробити. Я би сьогодні говорила про чесність із собою як ознаку гарного перекладача: звичку перевіряти себе, критикувати, перечитувати і перероблювати зроблені переклади, розширювати свій літературознавчий горизонт. І готовність знову і знову дивуватися з того, наскільки ж ти не знаєш не лише іноземну, але й рідну мову, і щоразу відкривати в ній щось нове» |

«Я люблю повертатися сюди — часом із заготовленою злістю й готовністю захищатися, іноді з гордістю, зрідка — з радістю від того, що це моє. Тут гарно!»

## Публікації
- Н. Ваховська. Карнавальна топографія інакшості в повісті Ф. К. Деліуса «Груші Ріббека» // Питання літературознавства: наук. зб. — Чернівці: ЧНУ, 2009. — Вип. 78. — С. 35-41.
- Н. Ваховська. А якби Бекхем написав роман? // Критика, 2012.- № 11/12.- С. 33-34